# John Keller
John Frederick Keller, född 10 november 1928 i Page City i Kansas, död 6 oktober 2000 i Great Bend, var en amerikansk basketspelare.
Keller blev olympisk mästare i basket vid sommarspelen 1952 i Helsingfors.